# Georg Huber (Autor)

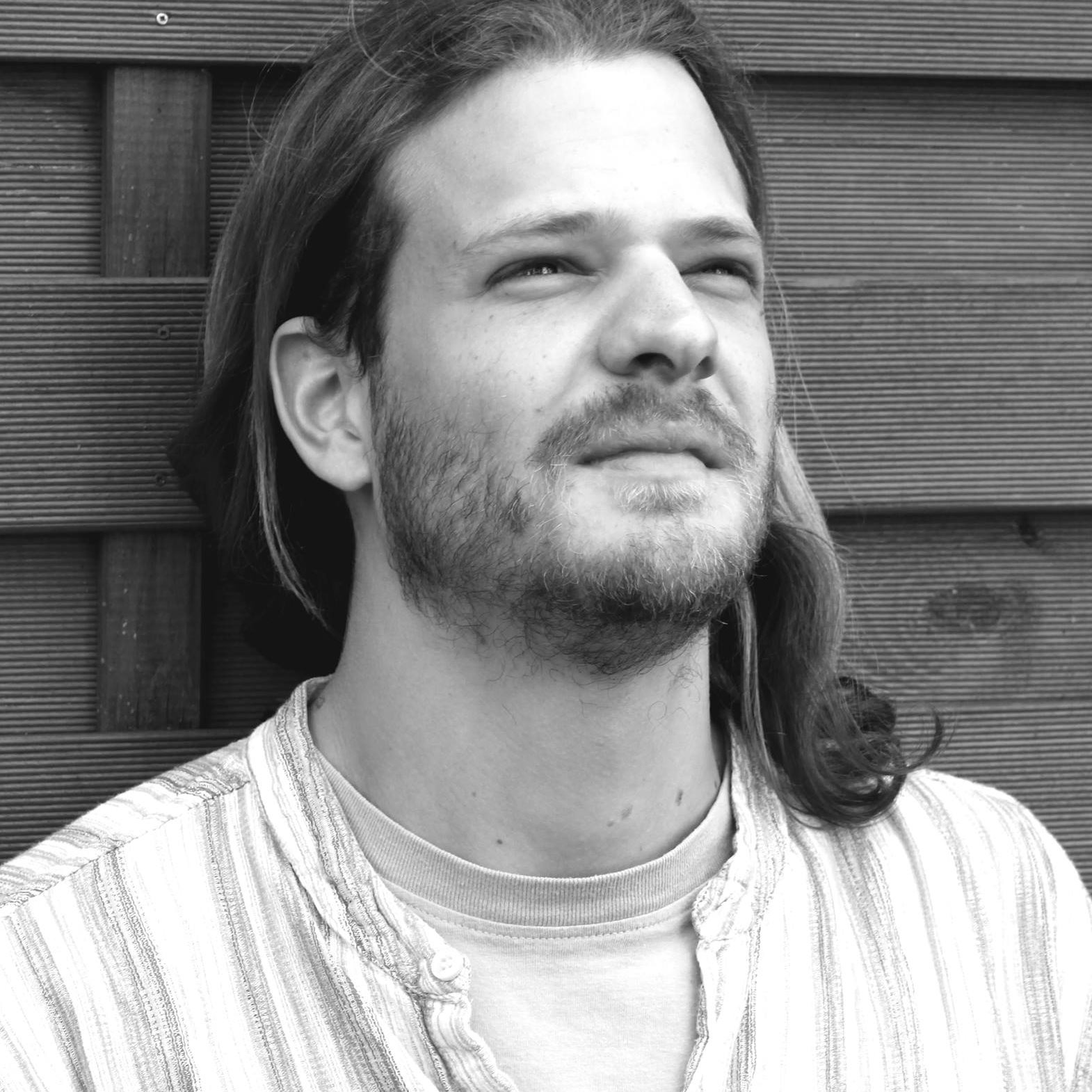
Georg Huber

Georg Huber (* 15. März 1982) ist ein deutscher Autor und Verleger.

## Leben
Huber arbeitete als Buchhändler. Er lebt mit seiner Familie an der Bergstraße in Deutschland.
Im Jahr 2009 erschien sein Buch Energetische Hausreinigung, weitere Sachbücher und Romane, beispielsweise In deiner Welt folgten.
Seit 2014 veröffentlicht Georg Huber Meditationen in seinem eigenen Verlag und gibt Seminare in den Themenbereichen seiner Veröffentlichungen.
Er beschäftigt sich mit dem Gebiet Space Clearing und steht in Zusammenarbeit mit der Weihrauch-Forschung.
Seit 2021 ist Georg Huber Inhaber eines Online-Versandhandels für selbst hergestellten Räucherstäbchen und weiteren Räucherstoffen. 

## Werke
- Energetische Hausreinigung. Schirner Verlag, Darmstadt  2009, ISBN 978-3-89767-396-0.
- Weihrauch. Ansata, München 2018, ISBN 978-3-7787-7544-8.
- Räucherstoffe & Räucherstäbchen. Jeomra Verlag
- Entdecke deine Schöpferkraft. Schirner Verlag, Darmstadt 2010, ISBN 978-3-89767-948-1.
- In deiner Welt. Schirner Verlag, Darmstadt 2012, ISBN 978-3-8434-3023-4.
- Adayuma oder bis die Seele vergibt. Schirner Verlag, Darmstadt 2013, ISBN 978-3-8434-3038-8.
- Begrenzungen lösen – Heilung erfahren. Verlag Die Silberschnur GmbH, Güllesheim 2015, ISBN 978-3-89845-457-5.
- Befreie deine Medialität. Verlag Die Silberschnur GmbH, Güllesheim 2015, ISBN 978-3-89845-456-8.
- Lösung von Fremdenergien.  Schirner Verlag, Darmstadt  2014, ISBN 978-3-8434-8293-6.
- Verschmelzung mit dem Hohen Selbst. Schirner Verlag, Darmstadt  2014, ISBN 978-3-8434-8274-5.
- Der Königsmantel und die Würde. Jeomra Verlag, Seeheim 2015, ISBN 978-3-946064-02-2.
- Begegne Christus und der Liebe in dir. Jeomra Verlag, Seeheim 2015, ISBN 978-3-946064-06-0.
- Entwickle dein Urvertrauen. Jeomra Verlag, Seeheim 2015, ISBN 978-3-946064-00-8.
- Lichtmeditation und Transformation. Jeomra Verlag, Seeheim 2015, ISBN 978-3-946064-08-4.
- Kurze Chakrenreinigung mit der violetten Flamme. Jeomra Verlag, Seeheim 2015, ISBN 978-3-946064-11-4.
- Loslassen und Schlaf finden. Jeomra Verlag, Seeheim 2015, ISBN 978-3-946064-12-1.
- Heile deine Ahnenreihe. Jeomra Verlag, Seeheim 2015, ISBN 978-3-946064-04-6.
- Den Schutzpanzer öffnen und Liebe annehmen. Jeomra Verlag, Seeheim 2015, ISBN 978-3-946064-05-3.
- Verschmelze mit deinem inneren Kind. Jeomra Verlag, Seeheim 2015, ISBN 978-3-946064-01-5.
- Die Befreiung von atlantischer Schuld. Jeomra Verlag, Seeheim 2015, ISBN 978-3-946064-09-1.
- Die Vergebung deiner Eltern. Jeomra Verlag, Seeheim 2015, ISBN 978-3-946064-03-9.
- Dein Kind wieder Kind sein lassen.  Jeomra Verlag, Seeheim 2015, ISBN 978-3-946064-07-7.
- Heilung und Frieden für Mutter Erde und uns. Jeomra Verlag, Seeheim 2015, ISBN 978-3-946064-13-8.
- Öffne dein Herz für die Selbstliebe. Jeomra Verlag, Seeheim 2016, ISBN 978-3-946064-14-5.
- Deine Insel der Engel. Jeomra Verlag, Seeheim 2016, ISBN 978-3-946064-16-9.
- Energetische Hausreinigung. Jeomra Verlag, Seeheim  2016, ISBN 978-3-946064-15-2.
- Bringe Licht in Deine Gedanken. Jeomra Verlag, Seeheim  2016, ISBN 978-3-946064-18-3.
- Den Schmerz der Kindheit erlösen. Jeomra Verlag, Seeheim  2018, ISBN 978-3-946064-20-6.
- Erkenne und erlöse Deine Eifersucht. Jeomra Verlag, Seeheim  2019, ISBN 978-3-946064-21-3.
- Verändere Deinen Glauben und somit Dein Leben, Seeheim 2020, ISBN 978-3-946064-21-3.
- Erlöse das Trauma Deiner eigenen Geburt, Seeheim 2020, ISBN 978-3-946064-26-8.
- Lösung von Fremdenergien, Seeheim 2020, ISBN 978-3-946064-25-1.
- Intensive Chakra- und Aurareinigung, Seeheim 2021, ISBN 978-3-946064-27-5

## Belege
1. ↑  Vergebung: Wunder oder Traum? - Georg Jemora Huber. In: MYSTICA.TV. 2. August 2013, abgerufen am 9. Mai 2016.
2. ↑  Katalog der Deutschen Nationalbibliothek. In: portal.dnb.de. Abgerufen am 9. Mai 2016.
3. ↑  Georg Huber - radiolotusblüte. In: www.radiolotusbluete.de. Archiviert vom Original (nicht mehr online verfügbar) am 10. Mai 2016; abgerufen am 9. Mai 2016.  Info: Der Archivlink wurde automatisch eingesetzt und noch nicht geprüft. Bitte prüfe Original- und Archivlink gemäß Anleitung und entferne dann diesen Hinweis.
4. ↑  "In Deiner Welt" - Georg Huber | MYSTICA.TV. In: MYSTICA.TV. 16. März 2012, archiviert vom Original (nicht mehr online verfügbar) am 10. Mai 2016; abgerufen am 9. Mai 2016 (deutsch).  Info: Der Archivlink wurde automatisch eingesetzt und noch nicht geprüft. Bitte prüfe Original- und Archivlink gemäß Anleitung und entferne dann diesen Hinweis.
5. ↑  Katalog der Deutschen Nationalbibliothek. In: portal.dnb.de. Abgerufen am 9. Mai 2016.
6. ↑  Georg Huber - Jeomra Verlag. In: Jeomra Verlag. Archiviert vom Original (nicht mehr online verfügbar) am 4. Mai 2016; abgerufen am 4. Mai 2016.  Info: Der Archivlink wurde automatisch eingesetzt und noch nicht geprüft. Bitte prüfe Original- und Archivlink gemäß Anleitung und entferne dann diesen Hinweis.
7. ↑  Georg Huber - Spirit Online. In: Spirit Online. Abgerufen am 9. Mai 2016.
8. ↑  Energetische Hausreinigung: Heilung für die eigenen vier Wände | Gehvoran.com (2012Spirit) – Bewusstseinswandel |. In: www.gehvoran.com. Abgerufen am 9. Mai 2016.
9. ↑  Energetische Hausreinigung. In: www.lebensart-magazin.de. Abgerufen am 9. Mai 2016.
10. ↑  myself: Space Clearing. In: myself. Archiviert vom Original (nicht mehr online verfügbar) am 10. Mai 2016; abgerufen am 9. Mai 2016.  Info: Der Archivlink wurde automatisch eingesetzt und noch nicht geprüft. Bitte prüfe Original- und Archivlink gemäß Anleitung und entferne dann diesen Hinweis.
11. ↑  Jeomra's Räucherwelt: Anleitung zur energetischen Hausreinigung. Abgerufen am 17. September 2021.
12. ↑  Thomas Simmet, Tatiana Syrovets, Luay J. Rashan, Katharina Werner, Sophia J. Lang: Comparative Analysis of Pentacyclic Triterpenic Acid Compositions in Oleogum Resins of Different Boswellia Species and Their In Vitro Cytotoxicity against Treatment-Resistant Human Breast Cancer Cells. In: Molecules. Band 24, Nr. 11, Januar 2019, S. 2153, doi:10.3390/molecules24112153 (mdpi.com [abgerufen am 11. Juni 2019]).
13. ↑  Weihrauch. Abgerufen am 11. Juni 2019.
14. ↑  Was ist Weihrauch? Abgerufen am 11. Juni 2019 (deutsch).

| Personendaten    | Personendaten                |
| ---------------- | ---------------------------- |
| NAME             | Huber, Georg                 |
| KURZBESCHREIBUNG | deutscher Autor und Verleger |
| GEBURTSDATUM     | 15. März 1982                |